# Boys Don't Cry (canção de Anitta)
"Boys Don't Cry" é uma canção da cantora brasileira Anitta, gravada para seu quinto álbum de estúdio Versions of Me (2022). A canção foi lançada para download digital e streaming como o quinto single do álbum em 27 de janeiro de 2022 pela Warner Records. A canção foi incluída na trilha sonora da novela Cara e Coragem.
Uma versão ao vivo gravada por Anitta e pela cantora norte-americana Miley Cyrus foi lançada em 29 de abril de 2022 e está presente no terceiro álbum ao vivo de Cyrus, Attention: Miley Live.

## Antecedentes e lançamento
Durante o lançamento do single "Faking Love" em outubro de 2021, Anitta confirmou que sua próxima canção seria seu maior single dentre seus lançamentos recentes. "A grande música, que eu realmente acredito muito e tenho sempre falado nas entrevistas em inglês, sai em janeiro". Em 21 de janeiro de 2022, "Boys Don't Cry" foi anunciada durante uma entrevista com a Glamour, onde foi revelada a capa e a data de lançamento. A canção foi lançada para download digital e streaming através da Warner Records como o quinto single de Versions of Me em 27 de janeiro de 2022. Foi enviada para rádios mainstream dos Estados Unidos em 8 de fevereiro de 2022.

## Vídeo musical

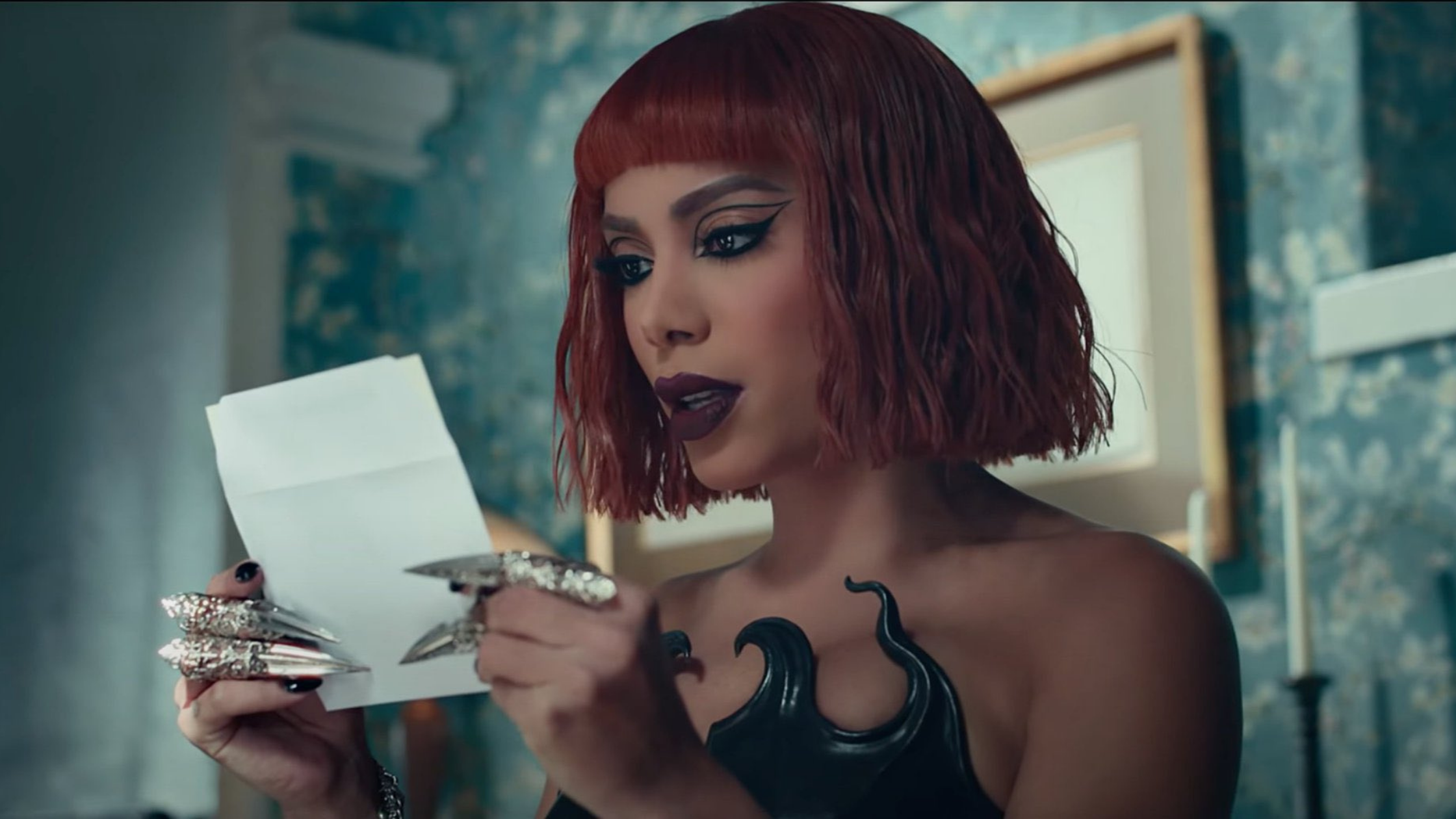
Frame de Anitta em uma cena do vídeo.

Dirigido pela própria Anitta e Christian Bleslauer, o videoclipe teve sua estreia em uma premiere nos cinemas de São Paulo e Rio de Janeiro com presença de fãs selecionados através de um sorteio realizado pela equipe da cantora. A produção ainda possui diversas referências cinematográficas da cultura pop, como Beetlejuice, Harry Potter, Noiva em Fuga, The Adventures of Priscilla, Queen of the Desert, Titanic, Resident Evil, Warm Bodies, O Quinto Elemento e SLC Punk!.

## Apresentações ao vivo
Anitta apresentou "Boys Don't Cry" pela primeira vez no The Tonight Show Starring Jimmy Fallon em 31 de janeiro de 2022. Em 15 de abril, Anitta performou a canção no Good Morning America. Em 26 de março, Anitta foi convidada por Miley Cyrus a performar a música no palco do Lollapalooza 2022, performando a faixa. Em 17 de setembro, Anitta performou a canção no Caldeirão com Mion.

## Faixas e formatos
| Download digital / streaming |                                           |         |  |
| N.º                          | Título                                    | Duração |  |
| 1.                           | "Boys Don't Cry"                          | 2:15    |  |
| 2.                           | "Boys Don't Cry (Live)" (com Miley Cyrus) | 2:34    |  |

## Prêmios e indicações
| Ano  | Premiação                             | Categoria        | Resultado | Ref.          |
| ---- | ------------------------------------- | ---------------- | --------- | ------------- |
| 2022 | Prêmio Multishow de Música Brasileira | Clipe TVZ do Ano | Venceu    | [ 19 ] [ 20 ] |

## Desempenho comercial

### Tabelas semanais
| Tabela musical (2022)                        | Melhor posição |
| -------------------------------------------- | -------------- |
| Brasil (Billboard)                           | 17             |
| Brasil (Top 100 Brasil)                      | 33             |
| Brasil (Top 10 Pop Internacional)            | 1              |
| Canada (Billboard CHR/Top 40)                | 37             |
| Estados Unidos (Billboard Mainstream Top 40) | 33             |
| Mundo (Billboard Global 200)                 | 124            |
| Panamá (Monitor Latino Top 20 Anglo)         | 15             |
| Paraguai (Monitor Latino Top 20 Anglo)       | 12             |
| Portugal (AFP)                               | 23             |
| Uruguai (Monitor Latino Top 20 Anglo)        | 13             |

## Histórico de lançamento
| Região         | Data                   | Formato(s)                 | Versão  | Gravadora(s)            | Ref.   |
| -------------- | ---------------------- | -------------------------- | ------- | ----------------------- | ------ |
| Várias         | 27 de janeiro de 2022  | Digital download streaming | Estúdio | Warner                  | [ 7 ]  |
| Itália         | 28 de janeiro de 2022  | Rádios mainstream          | Estúdio | Warner                  | [ 31 ] |
| Estados Unidos | 8 de fevereiro de 2022 | Rádios mainstream          | Estúdio | Warner                  | [ 10 ] |
| Várias         | 29 de abril de 2022    | Digital download streaming | Ao vivo | Columbia • Smiley Miley | [ 7 ]  |